# Saint-Pierre-de-Chaillot
Saint-Pierre-de-Chaillot är en romersk-katolsk kyrkobyggnad i Paris, helgad åt den helige aposteln Petrus. Kyrkan är belägen vid Avenue Marceau i Quartier de Chaillot i 16:e arrondissementet. Kyrkan ritades i nyromansk stil av arkitekten Émile Bois (1875–1960) och uppfördes mellan 1931 och 1938. Kyrkan konsekrerades den 18 maj 1938 av kardinal Jean Verdier, ärkebiskop av Paris.
Kyrkan är sedan 2016 ett monument historique. Fasaden har ett monumentalt reliefprogram med scener ur aposteln Petri liv, utfört av skulptören Henri Bouchard åren 1932–1935.

## Bilder
| - Orgeln. |

## Kommunikationer
- Tunnelbana – linje  – Alma – Marceau
- Busshållplats Marceau – Pierre 1er de Serbie – Place de Beyrouth – Paris bussnät, linje 92